# 新見列車区

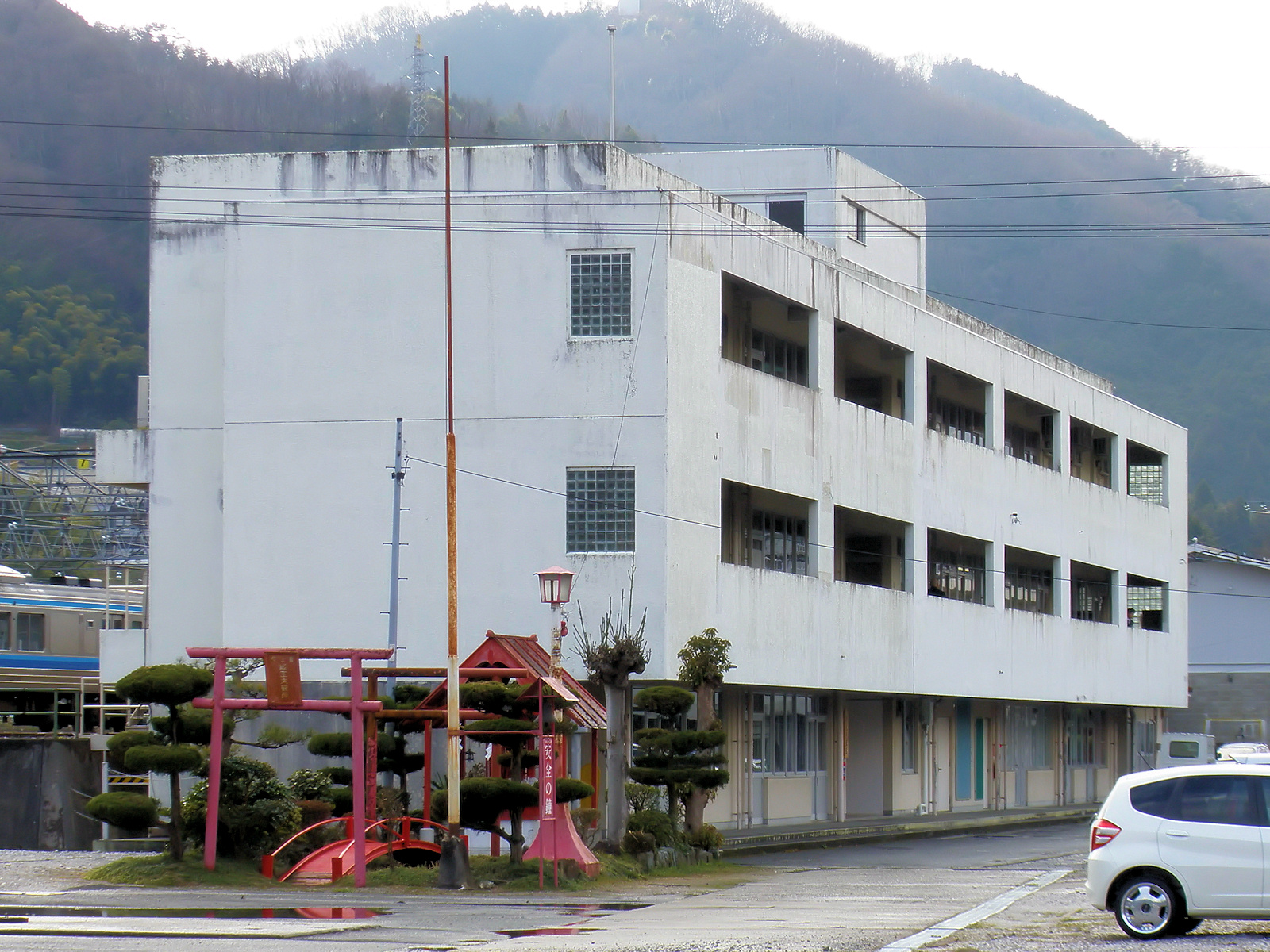
新見列車区（2010年3月29日）

新見列車区（にいみれっしゃく）は、岡山県新見市の新見駅構内にある西日本旅客鉄道（JR西日本）岡山支社の運転士および車掌が所属する組織である。

## 歴史
- 2008年6月1日：鉄道部制度見直しに伴う備中鉄道部廃止により発足。